# Andrej Panadić
Andrej Panadić (n. 9 martie 1969, Zagreb, Republica Socialistă Croația, RSF Iugoslavia) este un fost fotbalist croat.
În 1989, Panadić a jucat 3 de meciuri pentru echipa națională a Iugoslaviei. Panadić a jucat pentru naționala Iugoslaviei la Campionatul Mondial din 1990.

## Statistici
| Iugoslavia | Iugoslavia | Iugoslavia |
| An         | Meciuri    | Goluri     |
| ---------- | ---------- | ---------- |
| 1989       | 3          | 0          |
| Total      | 3          | 0          |